# Дорф-Мекленбург
Дорф-Мекленбург (нем. Dorf Mecklenburg) — община в Германии, в земле Мекленбург-Передняя Померания.
Входит в состав района Северо-Западный Мекленбург. Подчиняется управлению Дорф Мекленбург-Бад Клайнен. Население составляет 2902 человека (на 31 декабря 2010 года). Занимает площадь 29,97 км².
В южной части села расположено Мекленбургское городище — остатки родовой крепости ободритской княжеской династии Никлотингов — потомков князя Никлота. Их владения дали название всему историческому региону Мекленбург. 

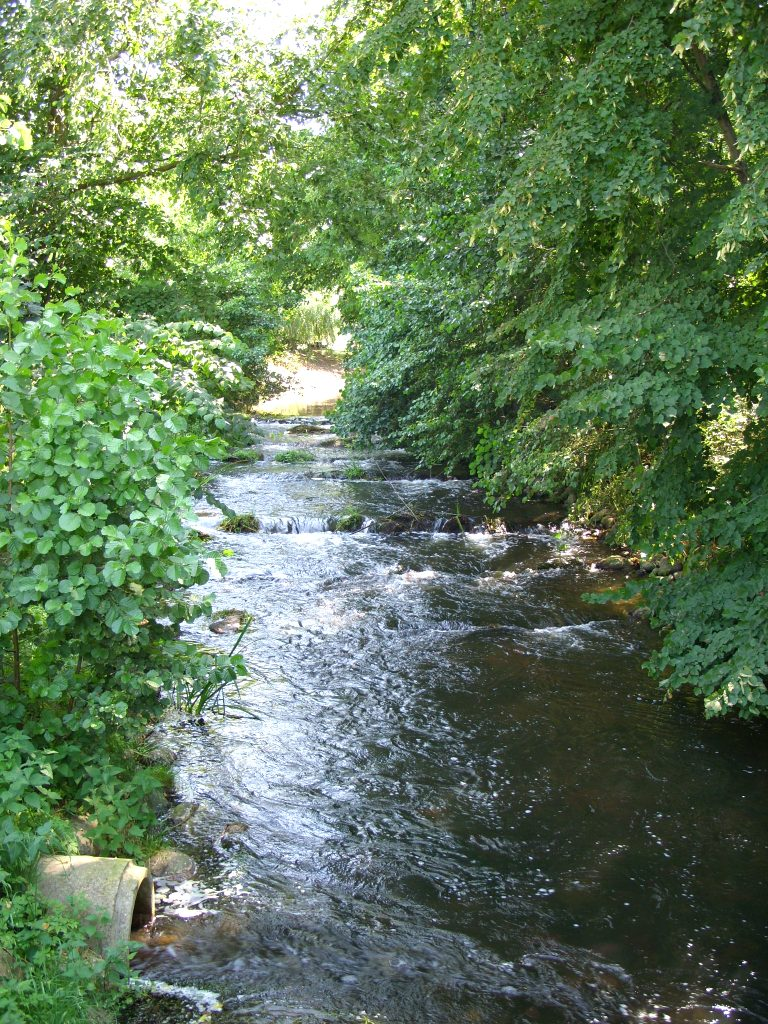
Дорф-Мекленбург